# マット・コラル
マシュー・アンソニー・コラル（Matthew Anthony Corral, 1999年1月31日 - ）は、アメリカ合衆国カリフォルニア州ベンチュラ出身のプロアメリカンフットボール選手。UFLのバーミンガム・スタリオンズ所属。ポジションはクォーターバック。

## 経歴

### カレッジ
ミシシッピ大学では1年目の2018年シーズン、控えとして4試合に出場した。
2019年シーズンより先発を務めた。第2週のアーカンソー大学戦ではパスを24本中16本成功させて246パス獲得ヤードを獲得し、試合に勝利した。シーズンでは1,362パス獲得ヤード、6つのパッシングTDを記録し、チームは4勝8敗だった。
2020年シーズンは新たに就任したヘッドコーチとオフェンシブコーディネーターの下で大きく成績を伸ばし、3,337パス獲得ヤード、29のパッシングTDを記録した。インディアナ大学とのアウトバックボウルではMVPを受賞した。
2021年シーズンは3,349パス獲得ヤード、20のパッシングTDを記録した。シュガーボウルにも出場したが、第1Qで足を負傷して退場した。
| シーズン | 試合 | パス | パス | パス | パス  | パス | パス | パス | パス  | ラン | ラン  | ラン | ラン |
| シーズン | 試合 | Cmp  | Att  | Pct  | Yds   | Y/A  | TD   | Int  | Rtg   | Att  | Yds   | Avg  | TD   |
| -------- | ---- | ---- | ---- | ---- | ----- | ---- | ---- | ---- | ----- | ---- | ----- | ---- | ---- |
| 2018     | 4    | 16   | 22   | 72.7 | 239   | 10.9 | 2    | 1    | 184.9 | 13   | 83    | 6.4  | 2    |
| 2019     | 10   | 105  | 178  | 59   | 1,362 | 7.7  | 6    | 3    | 131   | 57   | 135   | 2.4  | 1    |
| 2020     | 10   | 231  | 326  | 70.9 | 3,337 | 10.2 | 29   | 14   | 177.6 | 112  | 506   | 4.5  | 4    |
| 2021     | 13   | 262  | 386  | 67.9 | 3,349 | 8.7  | 20   | 5    | 155.3 | 152  | 614   | 4.0  | 11   |
| 通算     | 37   | 612  | 910  | 67.3 | 8,281 | 9.1  | 57   | 23   | 159.3 | 334  | 1,338 | 4.0  | 18   |

### カロライナ・パンサーズ
| 6 ft 1+5⁄8 in (187 cm) | 212 lb (96 kg) | 30+3⁄4 in (78 cm) | 9+5⁄8 in (24 cm) | 15 |
| Sources:               |                |                   |                  |    |

2022年のNFLドラフトにて全体94位でカロライナ・パンサーズから指名され、その後ルーキー契約を結んだ。
2022年シーズン開幕前のプレシーズンマッチでリスフラン関節を損傷。怪我の影響でこのシーズンは全休した。
2023年シーズン開幕前に解雇された。

### ニューイングランド・ペイトリオッツ
2023年8月31日にウェイバー公示を経てニューイングランド・ペイトリオッツへ移籍した。しかしペイトリオッツでは試合出場はなかった。

### バーミンガム・スタリオンズ
2024年2月13日にUFLのバーミンガム・スタリオンズと契約した。
2024年8月16日にミネソタ・バイキングスと契約したが、同月26日にウェイバーとなり、同年12月26日にバーミンガムと再契約を結んだ。